# Алесси, Галеаццо
Галеаццо Алесси (итал. Galeazzo Alessi; 1512, Перуджа, Умбрия — 30 декабря 1572, Перуджа) — итальянский архитектор эпохи Высокого Возрождения в Генуе, один из авторов проекта знаменитого квартала улицы «Ле-Страде-Нуове» в этом городе, который вошёл в историю архитектуры под названием Палацци-деи-Ролли (итал. Palazzi dei Rolli — «Дворцы по спискам»).

## Жизнь и творчество
Галеаццо Алесси родился в Перудже в центральной Италии (провинция Умбрия) в 1512 году. Проходил обучение под руководством живописца и архитектора Джованни Баттиста Капорали, изучал античную архитектуру. В 1532—1542 годах он был в Риме, встречался с Микеланджело Буонарроти, влияние которого будет ощущаться в его более поздних произведениях.
В Перудже Алесси построил церковь Санта-Мария-дель-Пополо (1547), портик Сант-Анджело-делла-Паче в Порта-Соле (1548). В 1548 году он поселился в Генуе по приглашению республики, которой требовалось усилить укрепления гавани. Алесси построил въездные ворота, называемые Порта дель Моло (Porta del Molo), — монументальное сооружение, заключённое между двумя дорическими колоннами. В том же году он построил загородную виллу для семьи Джустиниани: Вилла Джустиниани-Камбьязо (1548) по образцу римской виллы Фарнезина работы архитектора и живописца Бальдассаре Перуцци, ученика Донато Браманте и Рафаэля Санти. Также в Генуе Алесси построил базилику Санта-Мария-Ассунта-ин-Кариньяно (1552), проект, отчасти вдохновленный проектом Браманте собора Святого Петра в Ватикане. Он построил Палаццо Камбьязо (1565), Виллу Гримальди (1555), палаццо Пароди (1567).
В 1550—1551 годах по заказу генуэзского дожа Алесси разработал общий проект престижных палаццо (дворцов) вдоль «Новой улицы» (Le Strade Nuove), ныне Виа Гарибальди, — один из первых примеров ренессансных проспектов. Этот проект вошёл в историю архитектуры под названием Палацци-деи-Ролли (итал. Palazzi dei Rolli — «Дворцы по спискам»), поскольку здания строили на основании выбора из списков «общественного жилья» в частных резиденциях (так называемых «ролли»), установленных Сенатом в 1576 году, для приёма важных гостей, находившихся в Генуе с государственным визитом. Квартал включает серию зданий в стилях маньеризма и барокко, которые обычно имеют три или четыре этажа «с эффектными открытыми лестницами, внутренними дворами и аркадами с видом на сады».
В Генуе Алесси возводил одно за другим Палаццо Камбиазо (1552), Палаццо Саули (1555), Палаццо Леркари-Пароди (с 1567 г.). Его начинания продолжили ученики: Рокко да Лурага в Палаццо Дориа-Турси (1564), Бартоломео Бьянко в Палаццо дель Университа́ (1628). Галеаццо Алесси многое взял из архитектурного творчества Микеланджело, однако его композиции представляют собой нечто новое. Б. Р. Виппер, анализируя творчество Алесси, отмечал:

 «Галеаццо Алесси — типичный представитель переходного, противоречивого времени… Мы сталкиваемся не только с различными мотивами и приёмами, но и с различным пониманием архитектурного пространства, массы, поверхности. Алесси очень близок к римской школе, к Сангалло и особенно к Микеланджело; иногда он сближается с Палладио, а иной раз обнаруживает теснейшее родство с мастерами тосканского, декоративно-натуралистического направления, с Амманати и Буонталенти… Архитектура Высокого Возрождения ещё не знала такого богатства пространственных возможностей, такого органического слияния множества разнородных пространств. В итальянском дворце Высокого Возрождения внутренние пространства однородны и статичны; каждое в них замкнуто, независимо изолировано от другого. Зритель, входящий во внутренний дворик или на лестницу, видит только дворик или только один марш лестницы и осознаёт себя центром этого пространства. Совершенно иной замысел лежит в основе генуэзских дворцов Алесси… Сама Генуя, расположенная на склонах холмов, спускающихся к морю, как бы подсказывала архитектору его новое понимание ансамбля — сочетание конструктивной логики классического стиля с живописными традициями местной генуэзской архитектуры… Архитектура Галеаццо Алесси сильно отличалась от архитектуры остальной Италии, так как он понимал зодчество как организацию пространства, стремился связать наружное пространство с внутренним, фасад с интерьером, отразить в наружной пластической оболочке здания расположение внутренних помещений. Динамическое развёртывание главной пространственной оси здания, расположение пространственных ячеек уступами, на разном уровне, комбинирование крытых и открытых помещений — эти смелые и чреватые будущим замыслы всё с большей последовательностью и большим размахом Алесси развивает в генуэзских дворцах… Дворцы Алесси и его генуэзской школы занимают важное место в истории европейской архитектуры, позволяют яснее видеть не только сложную борьбу направлений в архитектуре позднего чинквеченто, но и рождающиеся в этой борьбе поиски новых плодотворных путей» 
Проект «Палацци-деи-Ролли» повлиял на творчество других архитекторов, работавших вдоль «Новой улицы», таких как Джованни Баттиста Кастелло, известный как Бергамаско, Бернардино Кантоне, Антонио Родерио, а также Джованни и Доменико Понселло.
В 1607 году молодой Питер Пауль Рубенс сопровождал герцога Мантуанского Винченцо Гонзага, придворным живописцем которого он был, в Геную. Там Рубенс «тщательно изучает архитектуру генуэзских дворцов», результатом чего явилась большая двухтомная работа «Дворцы Генуи» (Palazzi di Genova), изданная в 1622 году. Книга иллюстрирована гравюрами с изображениями фасадов, чертежами планов и разрезов зданий.
В тот же период Галеаццо Алесси работал в Милане, где он оставался и когда окончательно покинул Геную, хотя, скорее всего, он поддерживал связь с Кантони, который продолжил свою работу в Генуе над зданиями «Новой улицы», присылая ему предложения и рисунки. В Милане Алесси работал над проектами Палаццо Марино (1553—1558), ныне ратуши, церкви Сан-Барнаба (1561), церкви Сан-Витторе-аль-Корпо и фасада церкви Санта-Мария-дей-Мираколи вблизи Сан-Чельсо, завершённым Мартино Басси в 1572 году. Он также принимал участие в строительстве Дуомо (городского Собора).
Алесси также выполнил новый проект для Сакро-Монте-ди-Варалло (1565—1568) и отправил рисунки для Эскориала близ Мадрида. Между 1551 и 1555 годами Алесси работал над реконструкцией Палаццо д’Аккурсио в Болонье под руководством папского наместника и архиепископа Генуи Джироламо Саули.
Около 1561 года он вернулся в Перуджу. Два года спустя маркиз Кастильоне-дель-Лаго Асканио делла Корниа, специалист по военным укреплениям, поручил ему отремонтировать свой дворец «Кастильоне»: архитектор использовал оригинальные проекты Виньолы и преобразовал резиденцию в стиле Бальона. То же самое он сделал с дворцом Корниа в Читта-делла-Пьеве, бывшим охотничьим домиком. Наконец, в Ассизи он спроектировал базилику Санта-Мария-дельи-Анджели (1569), перестроенную в 1832 году. Купол и апсида сохранились от первоначальной постройки Алесси.
Галеаццо Алесси умер в 30 декабря 1572 года в возрасте шестидесяти лет и похоронен в Перудже в церкви Сан-Фьоренцо.

## Галерея

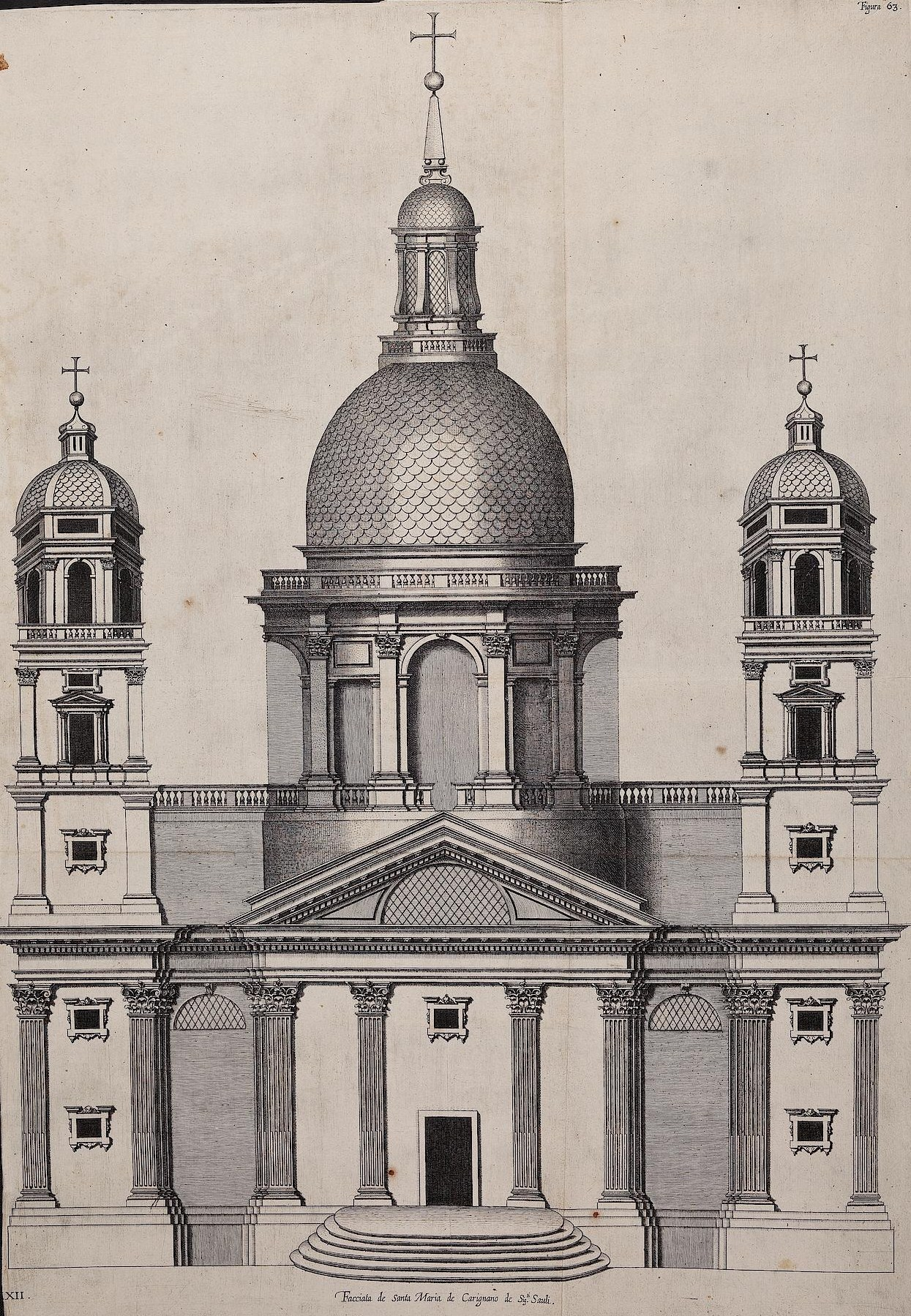
Церковь Санта-Мария-Ассунта-ин-Кариньяно. 1552. Генуя. Гравюра из издания П. П. Рубенса «Дворцы Генуи». 1622
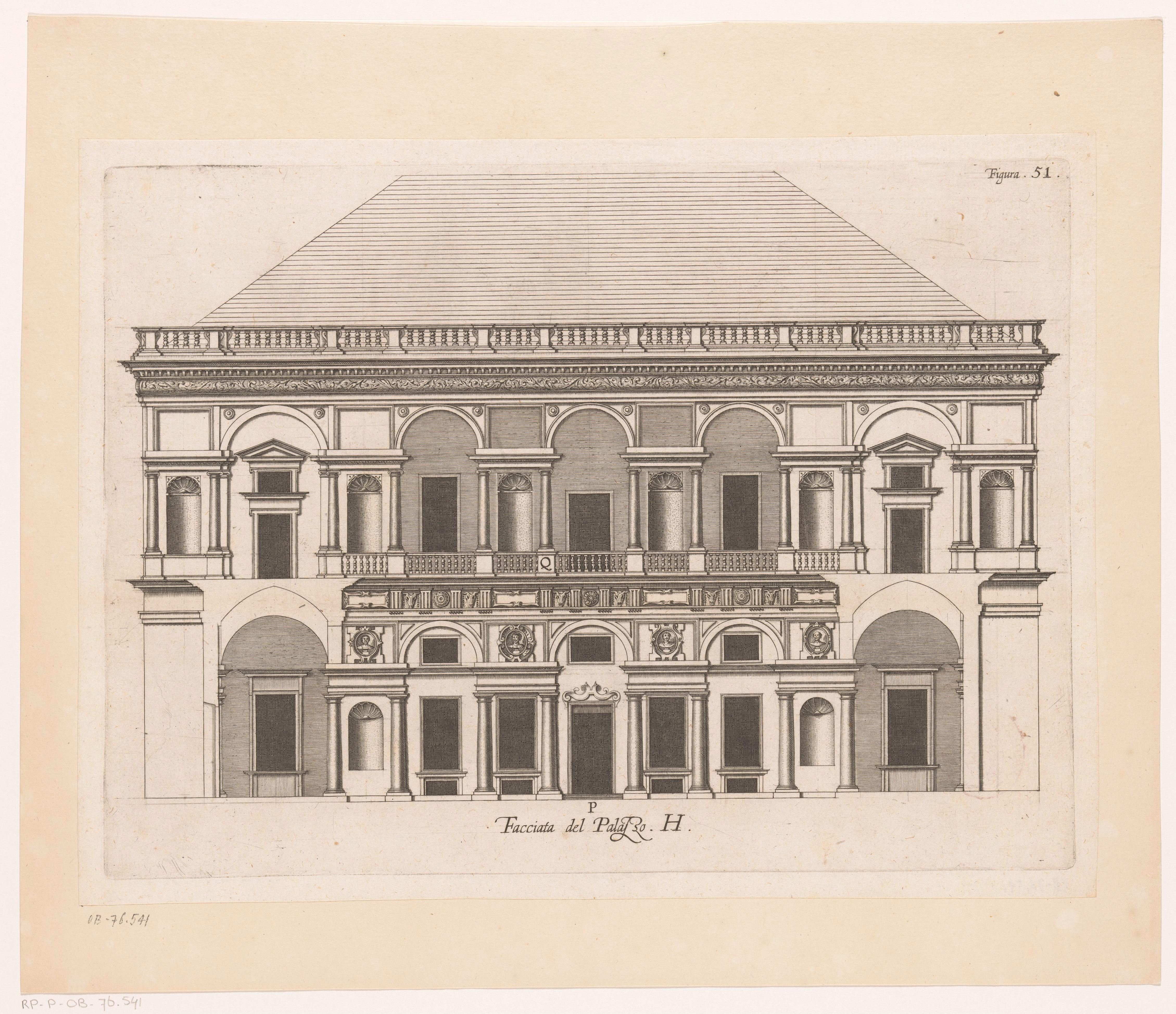
Вилла Гримальди-Саули в Генуе. Гравюра из издания П. П. Рубенса «Дворцы Генуи». 1622
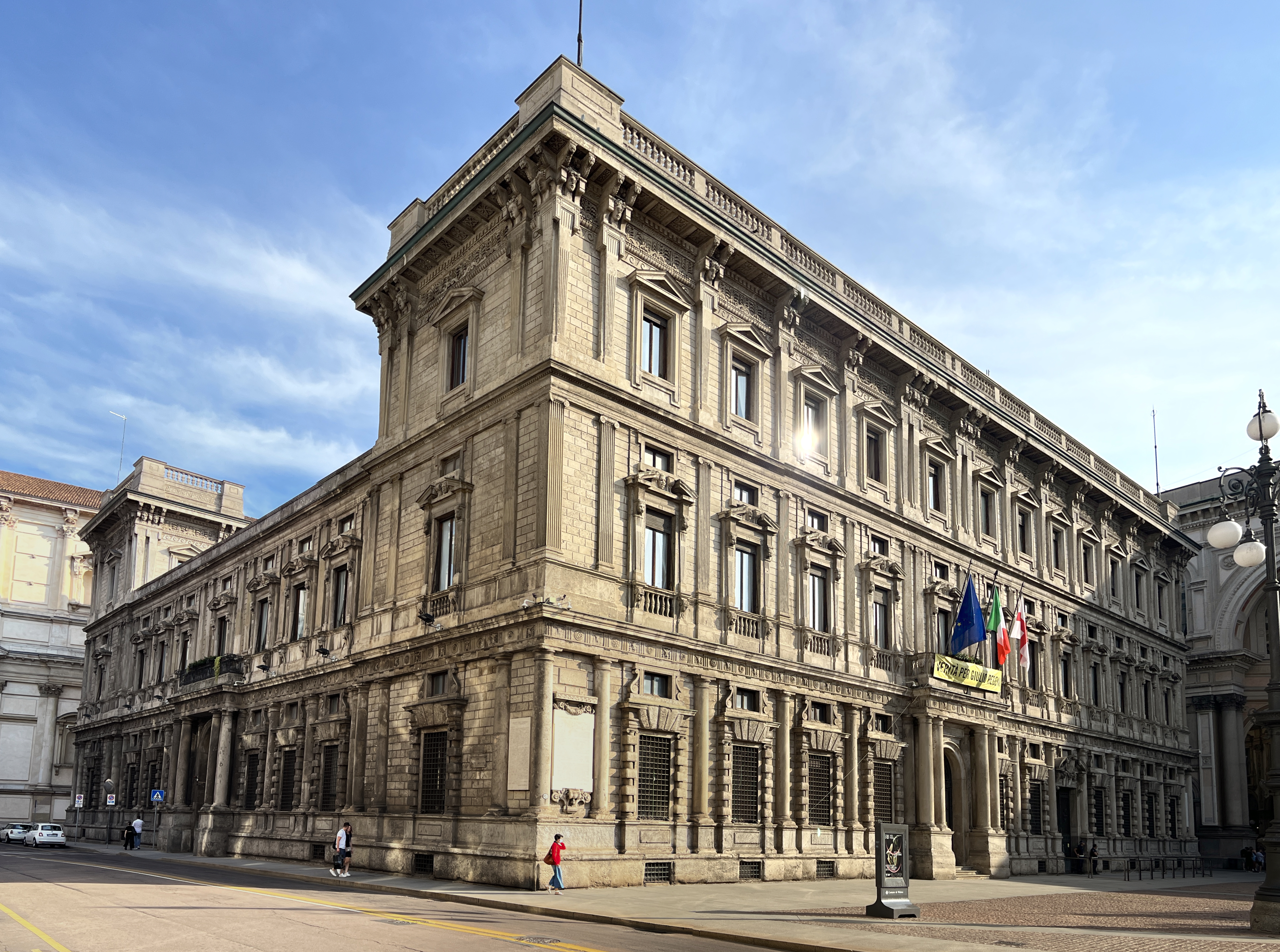
Палаццо Марино. Милан. 1553—1558
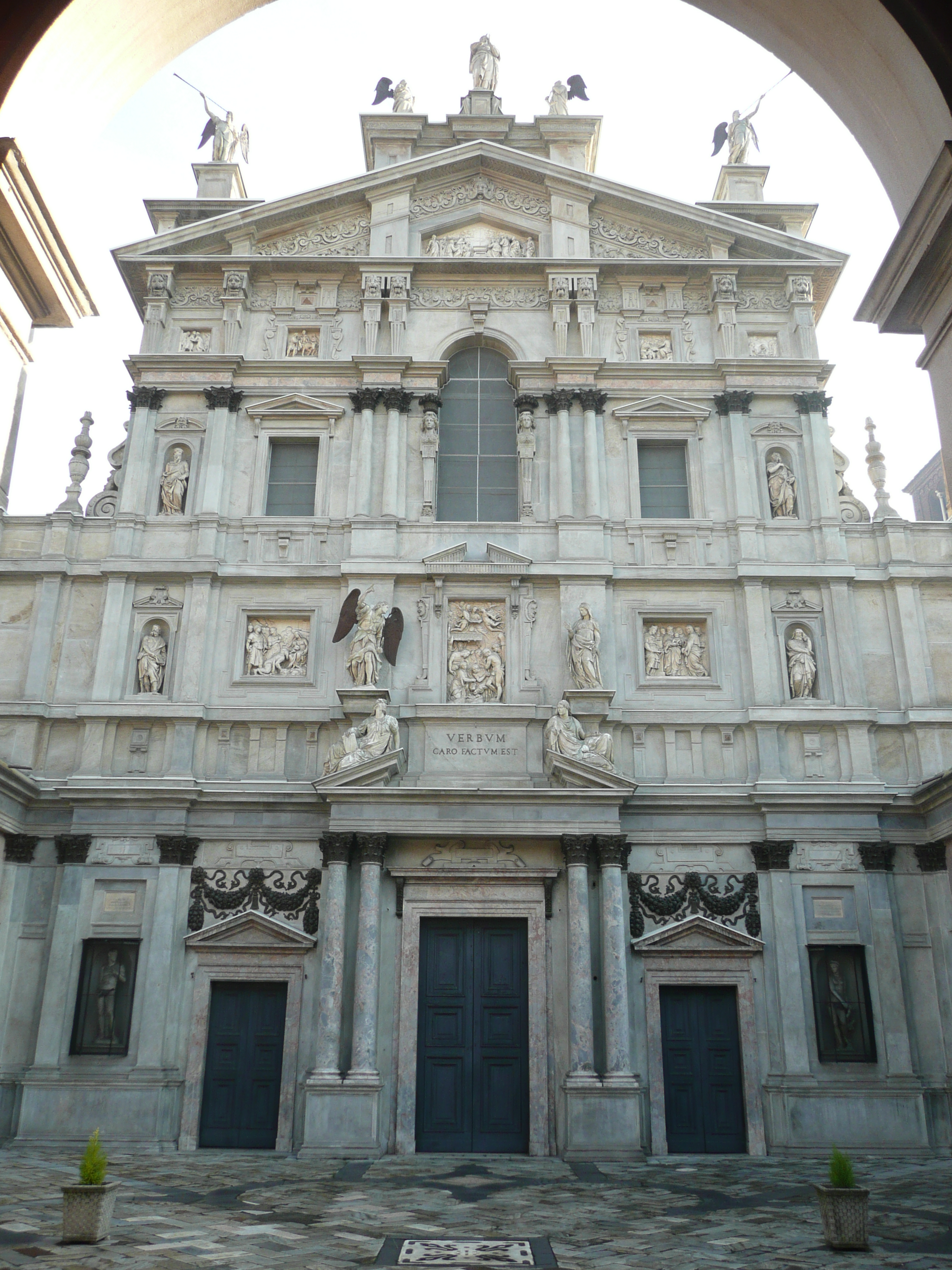
Церковь Санта-Мария-дей-Мираколи вблизи Сан-Чельсо. Главный фасад. Милан
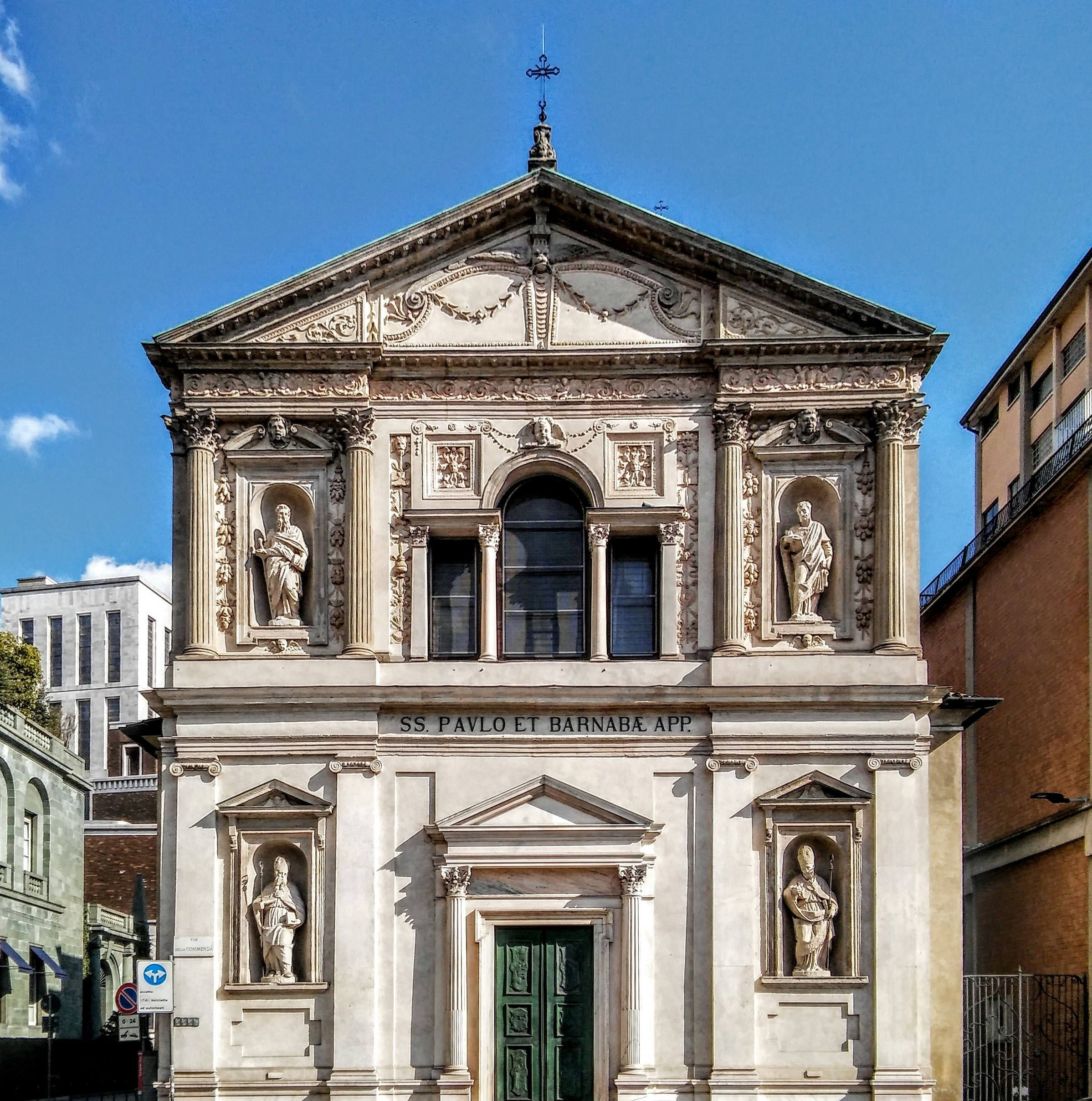
Церковь Сан-Барнаба. Милан. 1561
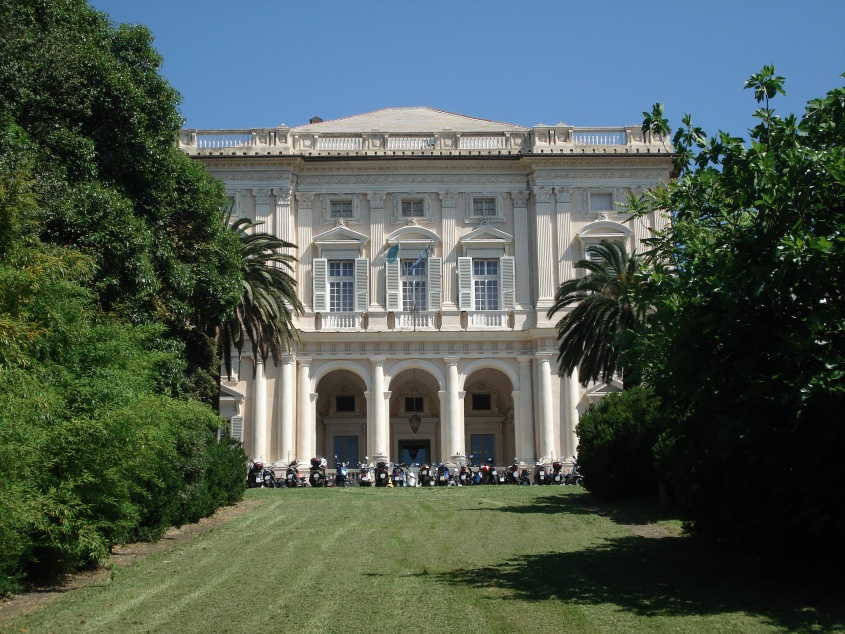
Вилла Джустиниани-Камбьязо близ Генуи. 1548
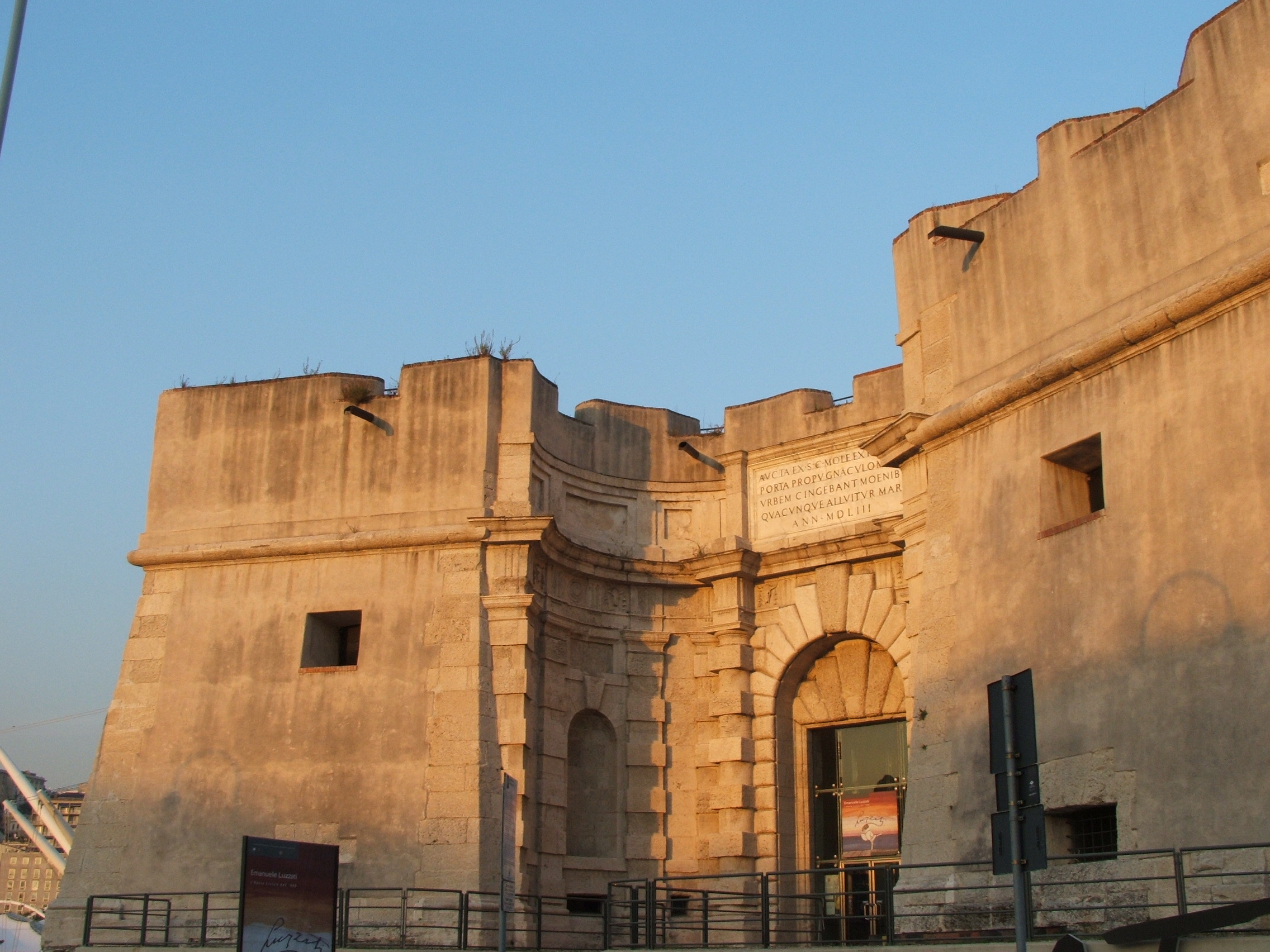
Порта Сибериа. Генуя